# Joshua McGuire
Joshua McGuire (ur. 1987 r. w Royal Leamington Spa) – brytyjski aktor.
Znany przede wszystkim jako Isaac Wengrow z serialu The Hour, Tim Walker z serialu You, Me & Them, Nunney z serialu Listy od Niny oraz z roli Angus w serialu Lovesick.